# Epitaph für Martin Luther

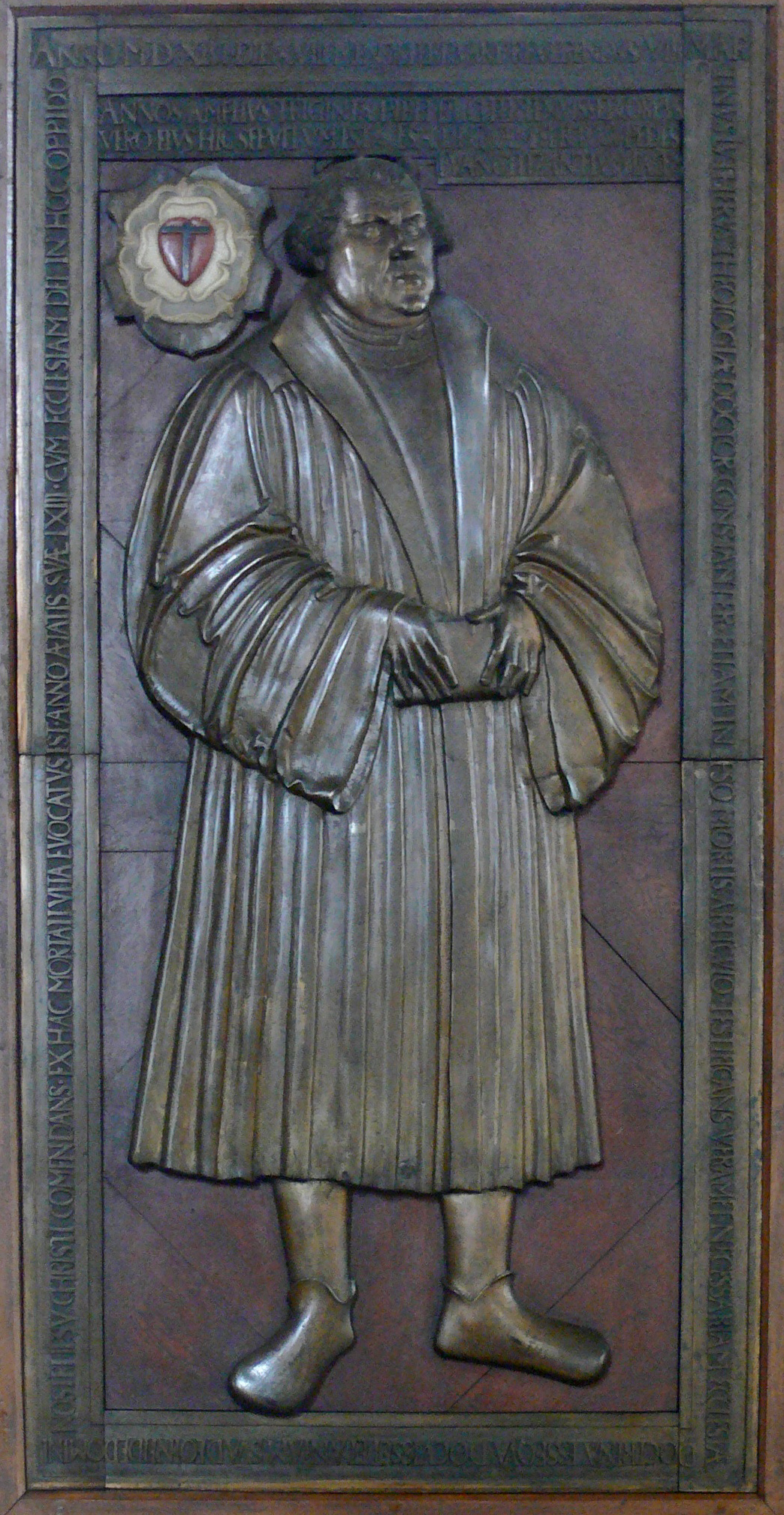
Das Bronzeepitaph in Jena

Das Epitaph für Martin Luther sollte Martin Luthers Grab bedecken, kam aber nie an seinem Bestimmungsort, der Wittenberger Schlosskirche, an.

## Geschichte
Nachdem der Reformator Martin Luther am 18. Februar 1546 verstorben war, wurde der Erfurter Bronzegießer Heinrich Ciegeler der Jüngere von dem Kurfürsten Johann Friedrich dem Großmütigen beauftragt, ein bronzenes Epitaph für Luther zu schaffen.
In einer Presseinformation zur Landesausstellung Fundsache Luther – Archäologen auf den Spuren des Reformators aus dem Jahr 2008 werden auch Gründe dafür genannt: „Als Martin Luther am 18. Februar 1546 starb, kursierten schon länger Gerüchte, dass er Selbstmord begangen habe oder vom Teufel geholt worden sei. Um so wichtiger war es für die Partei der Reformatoren, den im Einklang mit seinem Gott verlaufenen Heimgang Martin Luthers glaubhaft zu bezeugen [...]“ So seien nicht nur Augenzeugenberichte seines Sterbens gedruckt und mehrere Porträts Luthers auf dem Totenbett geschaffen worden, sondern sogar noch während der Überführung seines Leichnams von Eisleben nach Wittenberg Abgüsse von seinen Händen angefertigt worden. Ruth Slenczka berichtet, dass der Kurfürst schon drei Tage nach Luthers Tod Melanchthon mit der Abfassung eines Gedächtnistextes beauftragte, den das Grabmonument des Reformators tragen sollte.

### Das Holzmodell

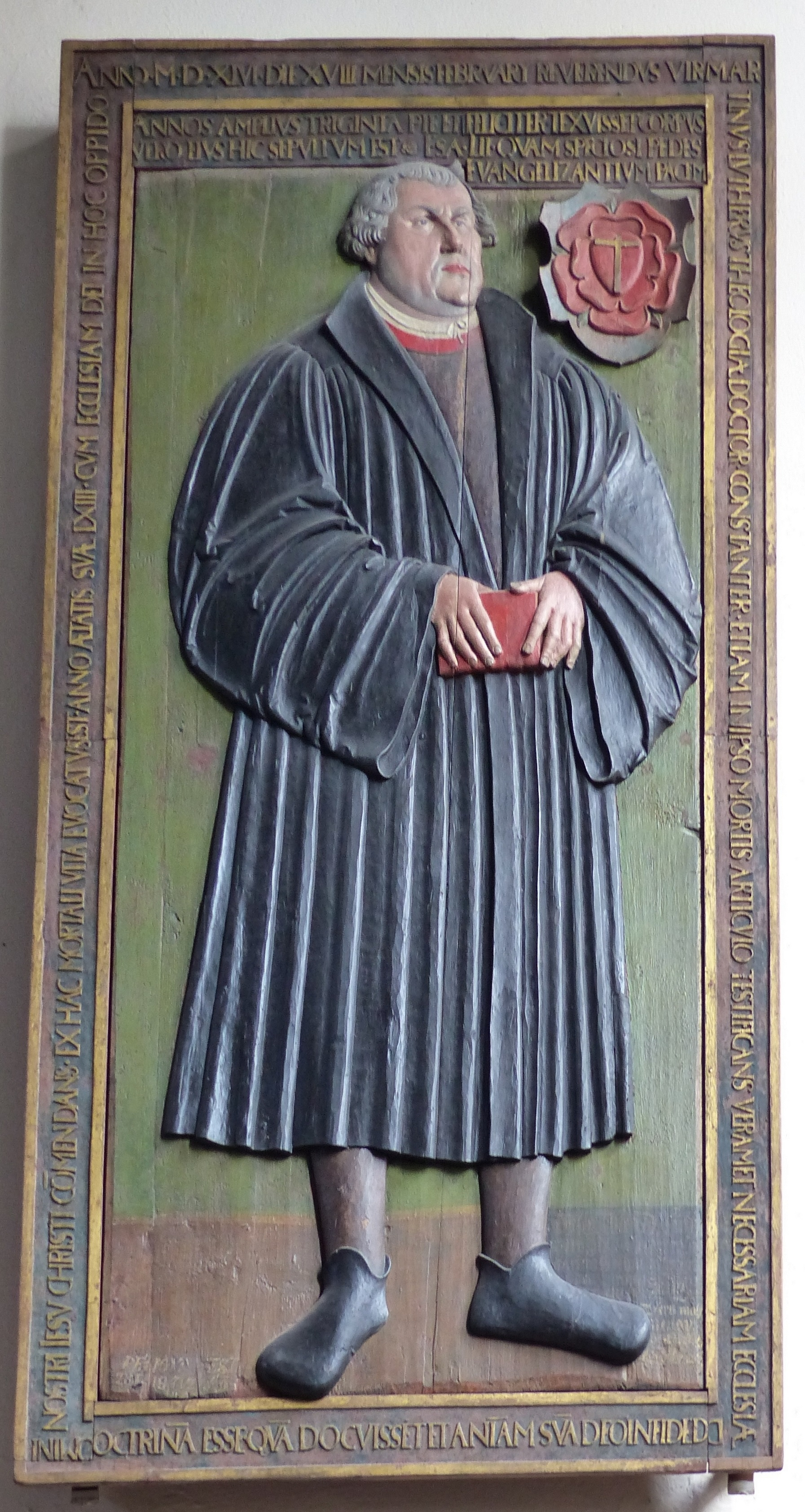
Das Erfurter Holzmodell

Zunächst wurde von einem namentlich nicht bekannten Schnitzer eine hölzerne Patrize geschaffen. Er verwendete vermutlich einen Holzschnitt des ernestinischen Hofmalers Lucas Cranach d. Ä. als Vorbild. Slenczka verweist darauf, dass die „durch Lucas Cranach d. Ä. maßgeblich geprägte innovative Bildform des nahezu lebensgroßen Ganzfigurenporträts in ihrer auf Repräsentation (im Sinne von Stellvertretung) und Realpräsenz (im Sinne von leibhaftiger Vergegenwärtigung) ausgerichteten Bildsprache“ weitreichende Folgen hatte. Cranachs Darstellung Luthers, stehend mit Professorenschaube und Bibel oder Evangelium, wurde nicht nur vom Schöpfer des Epitaphs übernommen, sondern auch von zahlreichen weiteren Künstlern.
Rechts neben Luthers Kopf wurde bei dem Epitaph-Modell aus Lindenholz, das eine Länge von 223 cm und eine Breite von 111 cm aufweist, die Lutherrose angebracht, zu seinen Häupten eine zweieinhalbzeilige Inschrift, die über das Leben und das Sterbedatum Luthers Auskunft gibt. Laut Harald Meller geht sie vermutlich auf den Auftraggeber zurück; Melanchthon wird von Meller nicht erwähnt.
1548 wurde die Grabplatte in Erfurt gegossen und danach nach Wittenberg abgeschickt. Das Holzmodell blieb in Erfurt. Vermutlich schon im 16. Jahrhundert wurde es farbig gefasst: Die Lutherrose, die Bibel und Luthers Mund sowie sein Gewand unter dem dunklen Mantel sind rot, der Hintergrund bis fast hinab zur Knöchelhöhe Luthers graublau, der Boden, auf dem der Reformator steht, bräunlich. Die Schrift sowohl auf dem Text oberhalb seines Kopfes als auch in dem umlaufenden Rahmen ist vergoldet.
Nachdem dieses Holzmodell sich im Jahr 1726 noch im Besitz der Erfurter Familie Hornung befunden hatte, wurde es an Pfingsten 1727 der Andreaskirche vermacht. Restaurierungen in den Jahren 1672, 1727, 1931 und 1981 bis 1983 sind belegt; wahrscheinlich wurden im Zuge mancher Auffrischungen auch kleine Veränderungen an dem Grabplattenmodell vorgenommen. Es befindet sich nach wie vor in der Erfurter Andreaskirche.

### Das Bronzeepitaph
Für Luthers Grab in Wittenberg hatte sein Landesherr eine Ausstattung geplant, die eher einem Kurfürsten als einem Professor entsprochen hätte: Das etwa lebensgroße Bildnis Luthers aus Bronze sollte vertikal angebracht werden.
Das bronzene Epitaph sollte in die Wittenberger Schlosskirche gebracht werden. Doch nach der Schlacht bei Mühlberg am 24. April 1547 war der Kurfürst in Gefangenschaft geraten und hatte auf Geheiß des Kaisers Kurwürde und Kurkreis den Albertinern abtreten müssen. Zwar unterstand nun auch Wittenberg dem neuen Kurfürsten Moritz, doch Johann Friedrich bestand im Jahr 1549 noch darauf, dass Ciegeler 70 Gulden Bezahlung erhielt und das Epitaph nach Wittenberg gebracht wurde. Luthers Grab war zu diesem Zeitpunkt mit einem Provisorium aus Holz bedeckt.
Die Söhne des abgesetzten Kurfürsten allerdings befolgten offenbar die aus der Gefangenschaft heraus gegebenen Anweisungen ihres Vaters nicht, da ihr Onkel Moritz als Verräter an den Lutherischen galt. Unter anderem hatte er versucht, den Bronzegießer zu bestechen und ihm das Denkmal, das Johann Friedrich geordert hatte, abzukaufen. Die Söhne Johann Friedrichs versuchten daher, das Epitaph dem Zugriff Moritz’ zu entziehen, und ließen es nach Weimar schaffen, wo sie ihre Residenz hatten. Die Platte wurde laut Slenczka „zum Symbol des sakralen Herrschaftsprogramms der ernestinischen Wettiner im Kampf um den Sieg des Evangeliums in der als Endzeit gedeuteten Gegenwart.“ Luthers Grab wurde statt mit dem ursprünglich vorgesehenen Kunstwerk im Jahr 1550 mit einer Schriftplatte aus Bronze bedeckt.
Den Söhnen Johann Friedrichs gelang es nicht, ihre Macht zurückzuerlangen. Der älteste versuchte mit militärischen Mitteln die Kurwürde wiederzuerlangen, was ihm misslang. Er starb in Gefangenschaft. Sein jüngerer Bruder Johann Wilhelm, zeitweise Alleinregent im ernestinischen Territorium, verschenkte das bronzene Grabmal im Jahr 1571 an die Universität Jena, wo seiner Meinung nach – im Gegensatz zu Wittenberg – das Erbe Luthers rein bewahrt bleiben würde.

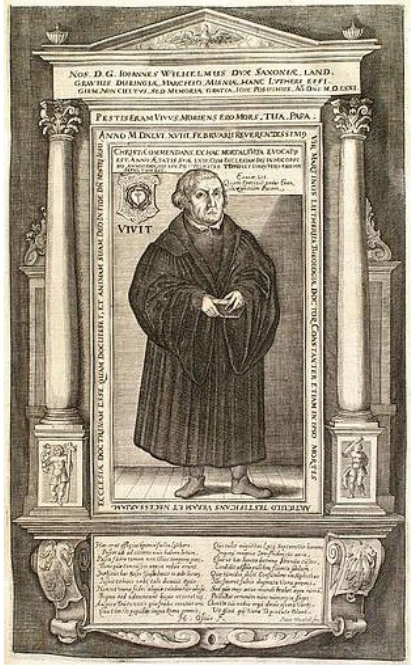
Das Epitaph in Jena mit den Ergänzungen von 1571

Die Übergabe an die Landesuniversität der Ernestiner wurde als Stiftungsakt inszeniert. Hieronymus Osius wurde beauftragt, ergänzende Texte für das Epitaph zu verfassen. Aus Kirchenrechnungen sowie aus einem Holzstich von 1641 in der Weimarer Kurfürstenbibel geht hervor, dass das Grabmal zu Johann Wilhelms Zeit und auch noch später in deutlich anderem Rahmen präsentiert wurde als heute. Die Grabplatte war damals mit einer bemalten Rahmenarchitektur versehen, auf der sich zusätzliche Inschriften befanden.
Die Architektur entsprach den seit Hans Baldung Grien und Hieronymus Hopfer üblichen Gepflogenheiten bei Lutherbildnissen: Ein Portal mit säulengetragenem Architrav und Dreiecksgiebel, in dessen Tympanon eine Taube den niederschwebenden Heiligen Geist symbolisiert, umgab die Gestalt Luthers. Auf den Sockeln der Säulen waren Scheinreliefs zu sehen, die Christus als Triumphator über den Tod und Simson mit der Keule als Besieger der Philister darstellten, was die ganze Anordnung zum Triumphbogen machte und Luther als Mittelpunkt dieser Siegesikonographie einbezog. Unmittelbar oberhalb der Grabplatte war Luthers Botschaft an den Papst zu lesen: „Pestis eram vivus, moriens ero mors tua, papa“ („Lebend war ich dir eine Pest, sterbend werde ich dein Tod sein, Papst“).
Das Kunstwerk sollte einen Standort in der Kollegienkirche Jena erhalten, wurde aber zunächst und eigentlich provisorisch in der Michaeliskirche in Jena untergebracht. Diesen Standort hat es, abgesehen von einer kurzfristigen Ausleihe 2008, seitdem nicht mehr gewechselt. Für den ursprünglich geplanten Bestimmungsort Wittenberg wurde im Jahr 1872 ein Abguss angefertigt. Das in Jena befindliche Epitaph hat eine Länge von 220 cm und eine Breite von 116 cm. Es besteht nicht komplett aus Bronze, sondern die gegossenen Teile sind auf einen Holzkern aufgeschraubt. Die Lutherrose befindet sich bei dieser Version des Epitaphs nicht rechts, sondern links vom Kopf des Reformators wie schon auf dem Holzschnitt des älteren Cranach und dem offenkundig von diesem beeinflussten Unverbrannten Luther in Eisleben.

## Bilder

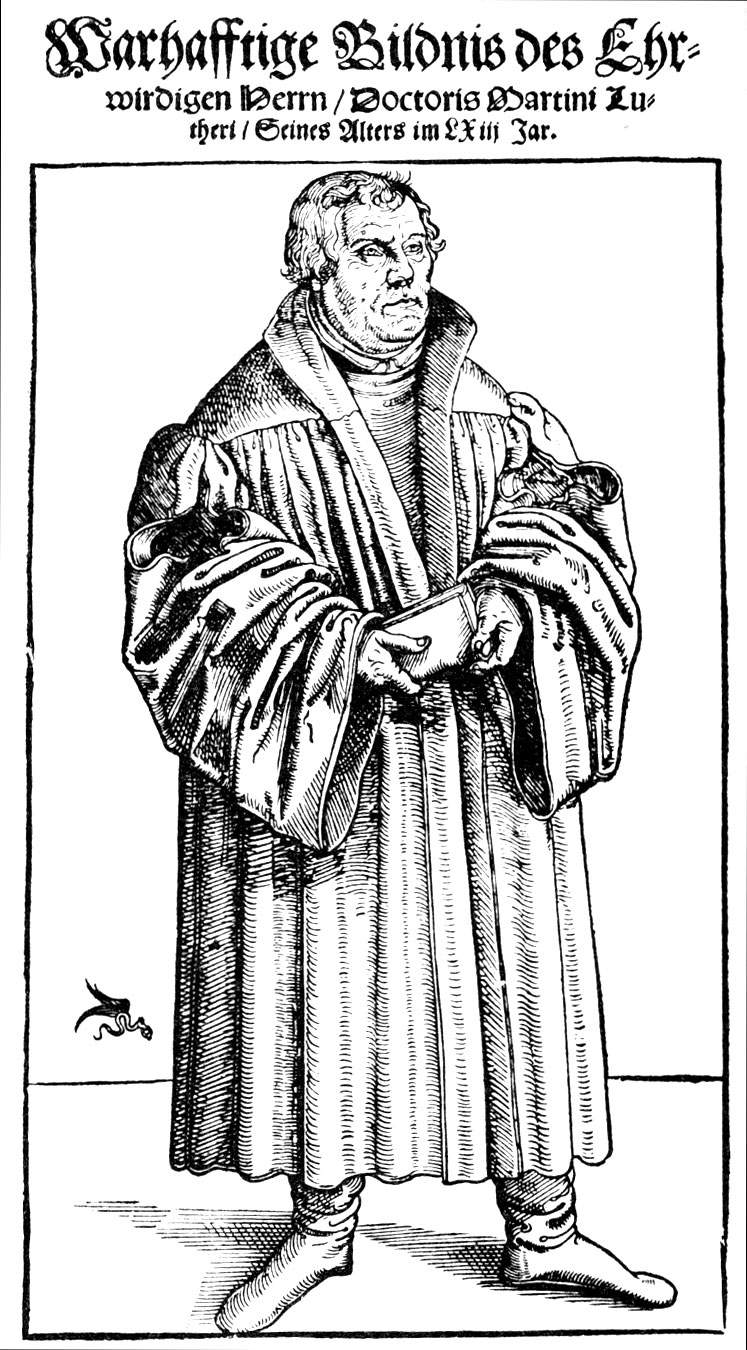
Luther-Holzschnitt der Cranach-Werkstatt (1546)
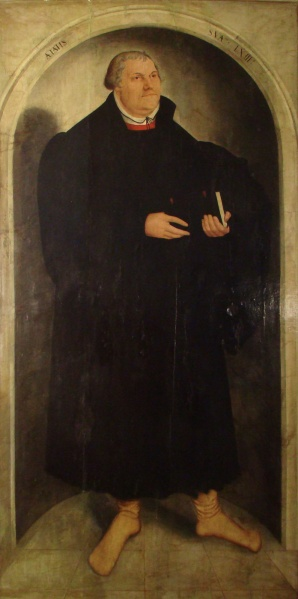
Lutherbildnis Cranachs d. J. im Museum in Schwerin, dat. 1546
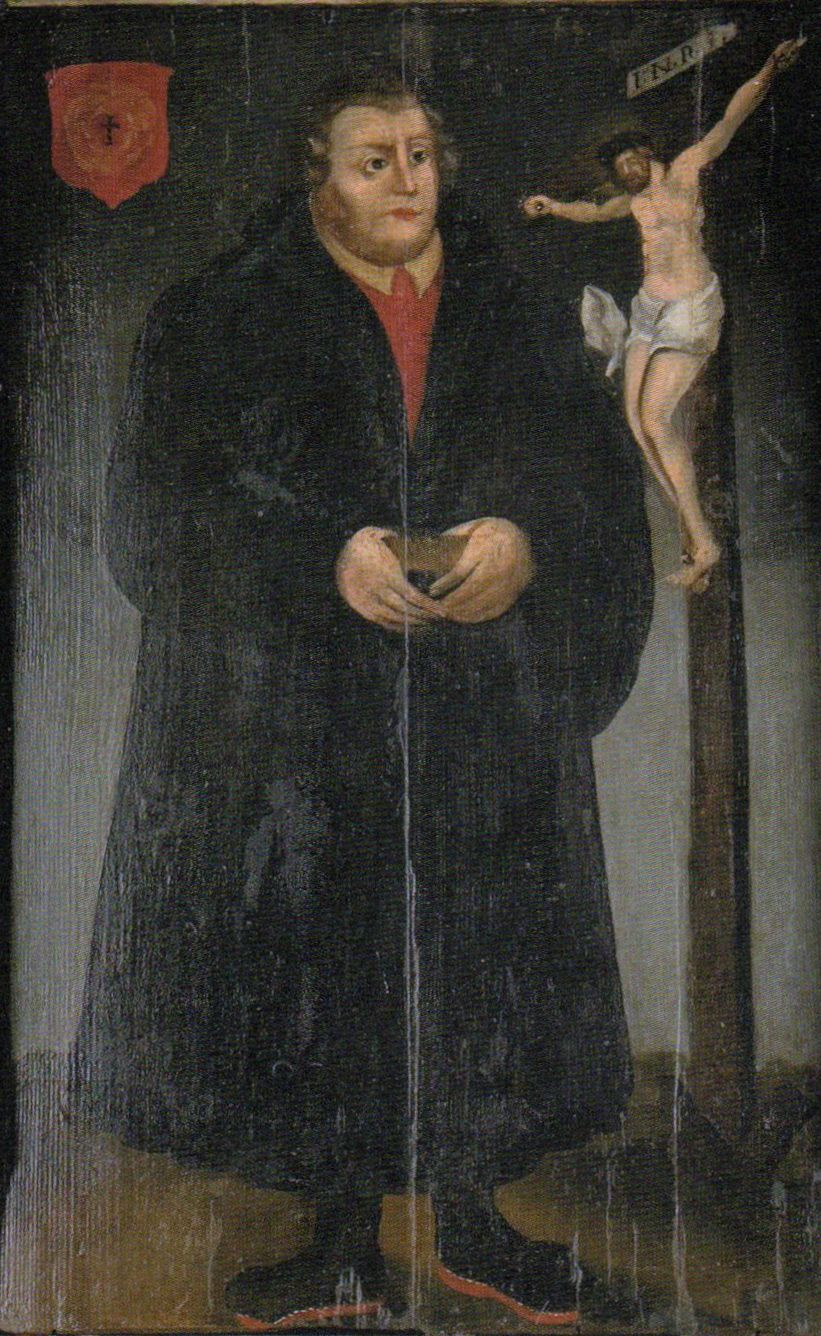
Der Unverbrannte Luther in Eisleben
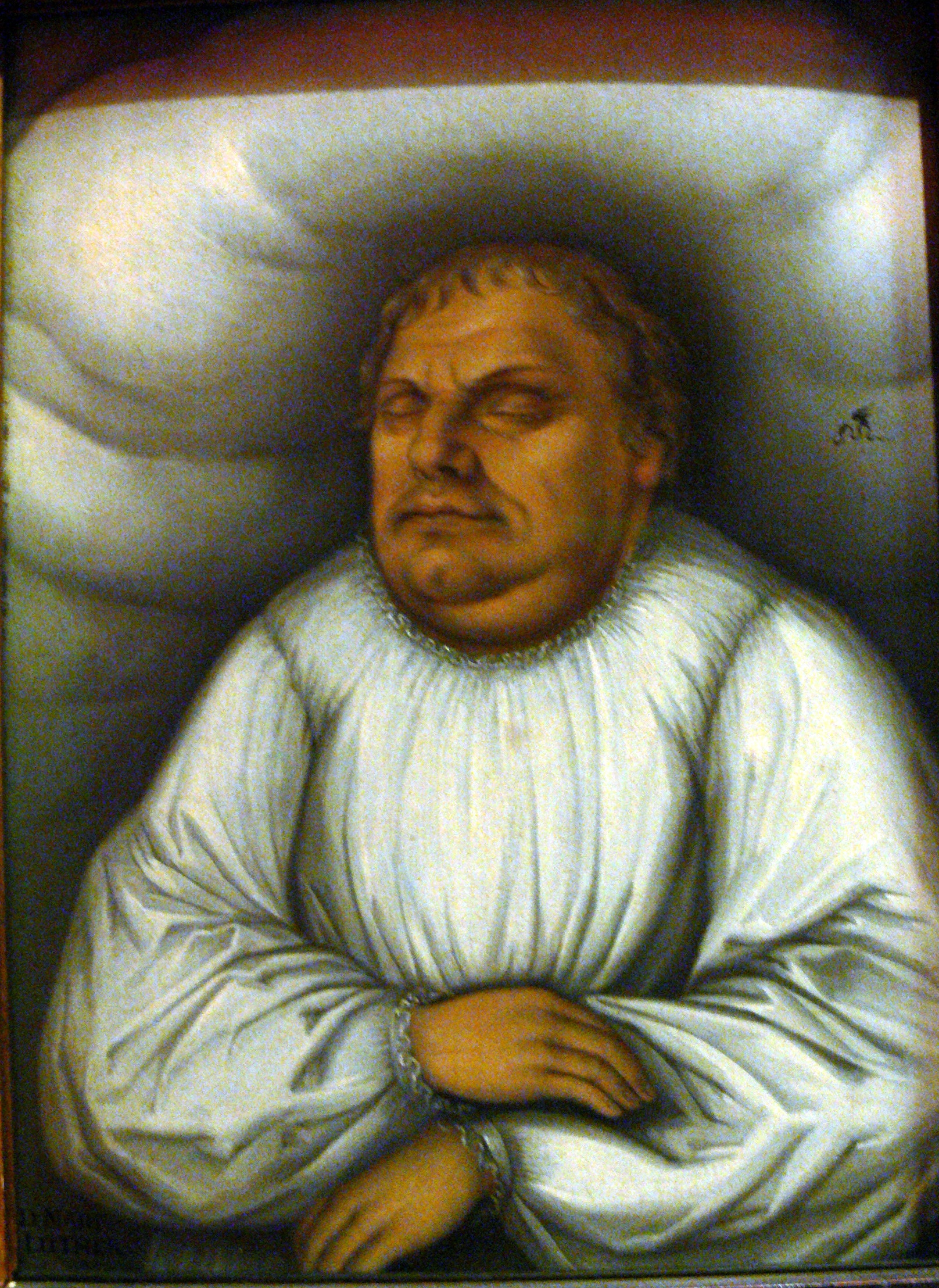
Luther auf dem Totenbett
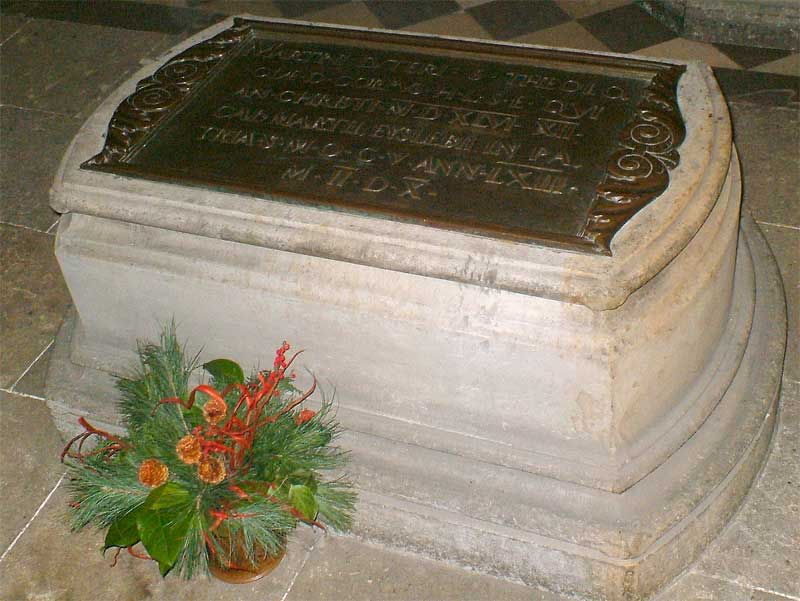
Luthers Grab in der Schlosskirche in Wittenberg